# Звучна ретрофлексна носова съгласна
Звучната ретрофлексна носова съгласна е вид съгласен звук, използван в някои говорими езици. В Международната фонетична азбука той се отбелязва със символа ɳ. Сходен е с българския звук, обозначаван с „н“, но с по-задно учленение.
Звучната ретрофлексна носова съгласна се използва в езици като пущунски (اتڼ‎, [at̪aɳ]), хинди (ठंडा, [ʈʰəɳɖaː]), шведски (garn, [ɡɑːɳ]).